# Łusecznica hiszpańska
Łusecznica hiszpańska (Algyroides hidalgoi) – gatunek jaszczurki z rodziny jaszczurkowatych (Lacertidae). Endemit Hiszpanii.

## Systematyka
W 1916 roku hiszpański herpetolog Eduardo Boscá opisał gatunek Algyroides hidalgoi na podstawie jednego zakonserwowanego w alkoholu okazu, który później zaginął. Autor przedstawił diagnozę gatunku i szczegółowy opis, ale nie zilustrował go. Jako miejsce typowe wskazał wioskę San Ildefonso w górach Sierra de Guadarrama w centralnej Hiszpanii. W 1958 roku inny hiszpański herpetolog José Antonio Valverde opisał gatunek Algiroides marchi na podstawie kilku osobników pozyskanych w górach Sierra de Cazorla w południowo-wschodniej Hiszpanii. Valverde uznał, że osobniki te różnią się od opisu Algyroides hidalgoi i stanowią odrębny gatunek. Po tym odkryciu kilku badaczy próbowało odnaleźć A. hidalgoi w górach Sierra de Guadarrama, ale bezskutecznie, w związku z czym niektórzy autorzy podawali w wątpliwość ważność tego taksonu. W 2018 roku Sánchez-Vialas i inni przebadali 204 okazy muzealne Algyroides z Półwyspu Iberyjskiego, porównując je z opisem z 1916 roku i doszli do wniosku, że A. hidalgoi i A. marchi stanowią ten sam gatunek, a odnotowane różnice w wyglądzie wynikają z dużej zmienności wewnątrzgatunkowej oraz ze zmiany barwy wskutek przechowywania okazów muzealnych w etanolu (żywe osobniki mają spód ciała kanarkowożółty, a okazy przechowywane w etanolu – szaro-niebieskawy). W związku z tym, że holotyp zaginął, autorzy wyznaczyli neotyp – samca odłowionego w Los Rasos w gminie Peal de Becerro. Miejsce typowe podane przez Boscę uznali albo za błędne, albo wynikłe z zawleczenia osobnika tego gatunku wraz z roślinami bądź innym materiałem do Ogrodów Królewskich w San Ildefonso. Zgodnie z zasadą priorytetu badacze ci uznali A. marchi za młodszy synonim A. hidalgoi. Niektórzy autorzy sugerują jednak pozostanie przy nazwie Algyroides marchi jako bardziej rozpowszechnionej w literaturze bądź w związku z pewnymi wątpliwościami co do interpretacji przez Sáncheza-Vialasa i innych oryginalnego opisu A. hidalgoi.

## Wygląd
Mała smukła jaszczurka o grzbiecie pokrytym dużymi łuskami. Grzbiet oliwkowobrązowy lub czerwonawobrązowy. 
Długość całkowita 14–15 cm.

## Występowanie
Masywy górskie w południowo-wschodniej Hiszpanii.

## Środowisko
Tereny na wysokości 700–2100 m n.p.m. w pobliżu wody w miejscach o wysokiej wilgotności powietrza i porośnięte roślinnością.